# Franz Habich

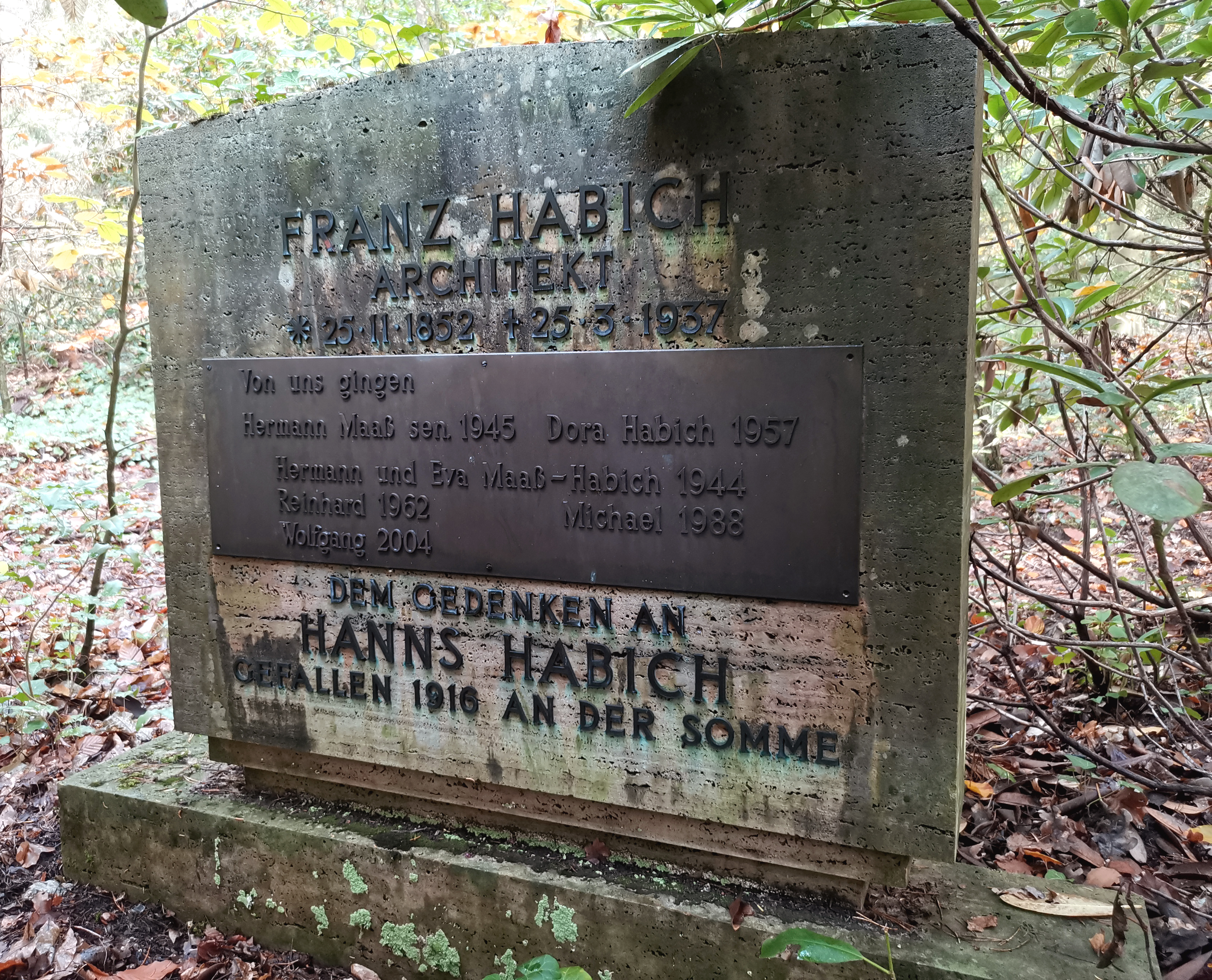
Grabstelle auf dem Südwestkirchhof Stahnsdorf

Franz Habich (* 25. November 1852 in New York; † 25. März 1937 in Berlin) war ein deutscher Architekt.

## Leben und Werk
Nach dem Besuch des Polytechnikums Karlsruhe als Schüler von Josef Durm hielt Habich sich 1877 in Rom auf, wo er sich mit den Decken-Dekorationen der Villa di Papa Giulio befasste. 1882 bis 1890 arbeitete er in Mannheim und erbaute zahlreiche Villen (u. a. die Villa Glaser und eine Villa in Lichtenthal bei Baden-Baden), Stadthäuser (so ein Wohn- und Geschäftshaus in Zürich) und Bankgebäude. Ab 1891 war er in München als Bürovorstand im Atelier von Friedrich von Thiersch und ab 1897 als Chefarchitekt der Bauunternehmung Heilmann & Littmann tätig, wobei er am Bau des Königlichen Kurhauses in Reichenhall, des Münchner Kindlkellers, des Prinzregententheaters und des Kaufhauses Oberpollinger beteiligt war. 1907 wurde ihm die Innenarchitektur des Kaufhauses des Westens in Berlin übertragen.
Seine letzte Ruhestätte befindet sich auf dem Südwestkirchhof Stahnsdorf (Block Charlottenburg, Gartenblock III).